# Zoilos von Amphipolis
Zoilos (altgriechisch Ζωίλος Zōílos; lateinisch Zoilus; * um 400 v. Chr.; † um 320 v. Chr.) aus der thrakischen Stadt Amphipolis war ein kynischer Redner und Sophist.
Über das Leben des Zoilos ist wenig überliefert. Er könnte ein Schüler des Polykrates von Athen gewesen sein. Als seine Schüler werden Anaximenes von Lampsakos und Demosthenes genannt. Ihm wurde nachgesagt, gegen Alles und Jeden geredet zu haben. Bekannt wurde Zoilos vor allem als harscher Kritiker von Platon, Isokrates und Homer. Wegen seiner Kritik an letzterem wurde er auch Homeromastix („Homergeißel“) genannt. Daneben war er auch als Geschichtsschreiber tätig.
Seine gegen die Ilias und die Odyssee Homers verfassten Schriften soll er persönlich ins ägyptische Alexandria zum Pharao Ptolemaios II. gebracht haben, ohne jedoch beim König auf Verständnis für seine Schmähschriften zu stoßen. Dies kann aber so nicht zutreffen, da sich die Lebensdaten von Zoilos (* um 400 v. Chr.) und Ptolemaios II. (* 308 v. Chr.) nicht annähernd decken. Legendenhaft überliefert sind Ort und Umstände von Zoilos’ Tod. Angeblich wurde er wegen Mordes hingerichtet. Einer Version zufolge wurde er auf Befehl von Ptolemaios II. gekreuzigt, nach anderen Angaben wurde er in Smyrna auf dem Scheiterhaufen verbrannt oder auf Chios gesteinigt oder von den Olympiern von den Skironische Felsen in den Tod gestürzt. Dabei handelt es sich wohl um frei erfundene Geschichten, die der Vorstellung entsprangen, der Angriff auf Homer sei eine todeswürdige Untat.

## Ausgaben
- Marta Fogagnolo: Zoilus Amphipolitanus (= Supplementum grammaticum Graecum. Band 6). Brill, Leiden 2022, ISBN 978-90-0447209-9.
- Ulrich Friedländer: De Zoilo aliisque Homeri obtrectatoribus. Königsberg 1895.